# Liste der Monuments historiques in Cadillac-en-Fronsadais
Die Liste der Monuments historiques in Cadillac-en-Fronsadais führt die Monuments historiques in der französischen Gemeinde Cadillac-en-Fronsadais auf.

## Liste der Objekte
| Bezeichnung                | Beschreibung               | Standort                        | Kennzeichnung | Schutzstatus | Datum | Bild |
| -------------------------- | -------------------------- | ------------------------------- | ------------- | ------------ | ----- | ---- |
| Skulptur Madonna mit Kind  | Alabaster, 14. Jahrhundert | im Schloss                      | PM33000417    | Classé       | 1919  |      |
| Skulptur Christus am Kreuz | Holz                       | in der Kirche St-Georges (Lage) | PM33001585    | Inscrit      | 1986  |      |